# César des Césars
César des Césars bylo čestné filmové ocenění udělované Filmovou uměleckou akademií (Académie des arts et techniques du cinéma). Oceňoval se jím nejlepší film z předchozích držitelů Césara pro nejlepší film. V historii filmové ceny César se tak stalo pouze dvakrát – v letech 1985 a 1995.

## Nositelé ceny
- 1985: Stará puška (Le Vieux Fusil) — režie: Robert Enrico; oceněný roku 1976
- 1995: Cyrano z Bergeracu (Cyrano de Bergerac) — režie: Jean-Paul Rappeneau; oceněný roku 1991